# Квенаткоца
Квенаткоца (груз. ქვენატკოცა) — село в Грузии, на территории Карельского муниципалитета края (мхаре) Шида-Картли.

## География
Село находится в центральной части Грузии, на берегах реки Сурамулы, на расстоянии приблизительно 4 километров (по прямой) к северо-западу от города Карели, административного центра муниципалитета. Абсолютная высота — 632 метра над уровнем моря.

## Население
По результатам официальной переписи населения 2014 года в Квенаткоце проживало 2359 человек (1151 мужчина и 1208 женщин). В национальной структуре населения грузины составляли 94,5 %, азербайджанцы — 2,8 %, китайцы — 1,6 %, осетины — 0,6 %.
| Год  | Население, человек |
| ---- | ------------------ |
| 2002 | 2748               |
| 2014 | ↘ 2359             |